# Башкортостан в годы Первой мировой войны
Башкортостан в годы Первой мировой войны — положение в Башкортостане и его роль в событиях Первой мировой войны.
Башкортостан перед Первой мировой войной представлял собой крупный промышленный и сельскохозяйственный район, расположенный глубоко в тылу. На территории современной Республики Башкортостан располагались Уфимская губерния, часть Оренбургской, Самарской, Пермской губерний. Расположение, людские, природные ресурсы обусловили вклад Башкортостана в годы Первой мировой войны 1914—1918 годов.

## История
С началом войны летом 1914 года в Башкортостане проводилась мобилизация населения. В городах Стерлитамаке, Белебее и Бирске проходили стихийные выступления, не повлиявшие существенно на результаты мобилизации. Люди воспринимали войну как неотвратимое бедствие. 26 июля 1914 года в крае запретили продажу спиртного на время мобилизации. За появление в пьяном виде заключали под стражу до 3-х месяцев или штрафом до 3-х тыс. рублей.
В 1914—1916 годах из Уфимской губернии было мобилизовано более 300 тыс. человек. Всего в Оренбургской губернии за годы войны было мобилизовано 11,7 % населения, в Уфимской — 10,6 %. В Уфе открывались госпитали для раненых. В свою очередь, в Уфимскую губернию к 1916 году прибыло около 60 тысяч беженцев с Украины и из Прибалтики, около 17 тысяч военнопленных.
На фронтах Первой мировой воевали сформированные из уроженцев Башкортостана 106-й Уфимский и 190-й Очаковский пехотные полки. Из казаков Второго и Третьего военных отделов сформировалась Оренбургская казачья дивизия в составе 9-го, 10-го, 11-го и 12-го шестисотенных полков и 5-й казачьей батареи. 106-й Уфимский пехотный полк 27-й пехотной дивизии в составе 1-й армии генерала Ренненкампфа и 2-я армия генерала Самсонова участвовали во вторжении в Восточную Пруссию.
Промышленность края, как и в других районах России, переходила на обеспечение нужд фронта. Возможности края позволяли расширять горнометаллургическую промышленность, выплавку чугуна. С июля 1914 по ноябрь 1916 года в Уфимской губернии реквизировано 25 459 лошадей.
Для работы на предприятиях края использовали труд военнопленных (турецких, австро-венгерских, немецких солдат), интернированных жителей Австро-Венгрии и Германии, завезённых китайских и корейских рабочих, женщин, подростков.
В сельском хозяйстве в годы войны произошёл спад. На треть уменьшилось производство хлеба, в 2-3 раза увеличились цены на продукты, вводились продуктовые карточки. Военные тяготы вызывали недовольство населения. Примером этого была 9 месячная забастовка на Миньярском заводе.

## Герои войны
В Первой мировой войне многие отличились уроженцы края, включая:
- Сыртланов, Равиль Шахайдарович, уроженец Белебеевского уезда, воевал командиром 166-го пехотного Ровненского полка, генерал-майором Генерального штаба. Был награждён Георгиевским крестом 4-й степени;
- Рябов Василий Константинович[2] — полный Георгиевский кавалер, младший унтер-офицер Ларго-Каргаульского полка;
- Алексеев Алексей Георгиевич — полный Георгиевский кавалер, младший унтер-офицер;
- Русин Александр Павлович — подполковник 12-го Пехотного Великолуцкого полка.

## Отражение в искусстве
События, связанные с первой мировой войной, нашли отражение в башкирских баитах: «Рус-герман хугышы баиты», «Герман һуғышында» («На германской войне»), «Әсир һалдат бәйете» («Баит пленного солдата») и др.
В Учалинском районе Республики Башкортостан сооружён Мемориал в честь павших в годы Первой Мировой войны. Мемориал создан на месте, где в начале XX века были деревни, жители которых в 1914 году ушли на фронт.